# Cephaloleia mauliki
Cephaloleia mauliki es un insecto coleóptero de la familia Chrysomelidae.
Fue descrita científicamente en 1930 por Uhmann.